# کامبادن
کامبادِن یا کامبادنه شهری باستانی در شمال شهر کرمانشاه بوده‌است. این نام در زبان ایلامی ka-um-pan-tas، در زبان بابلی URUka-am-pa-da-ʾ و در زبان آرامی ḥnbn تلفظ می‌شود. کامبادن نام منطقه‌ای در ماد باستان و کردستان امروزی ایران بوده‌است.
یک نظریه در بارهٔ این نام این است که که این نام از نام ایلامی هُمبان، قبیله‌ایی که در شاخهٔ سمت چپ رودخانهٔ دیاله می‌زیستند و اکنون منقرض شده‌اند، گرفته شده‌است. سنگ‌نوشتهٔ داریوش بزرگ در بیستون اشاره می‌کند که در دورهٔ هخامنشی، جادهٔ زاگرس که میان‌رودان را به سرزمین‌های ایرانی پیوند می‌داد، به وسیلهٔ کَمبَدَه کنترل می‌شد. ایزیدور خاراکسی (۵) گزارش می‌دهد که در دورهٔ حکومت سلوکیان و پارتیان، کامبادن ساتراپی‌ای بود که شهر اصلی آن باپتانا بوده‌است و در دامنه‌های کوهی که تمثال سمیرامیس بر آن نقش شده بود، قرار داشت.
به عقیدهٔ کارل مولر و یوزف مارکوارت، باپتانا در حقیقت ضبط نادرست باگستانا است و بنابراین، گواهی‌های ایزیدور نشان می‌دهند که کامبادن در نزدیکی شهر بیستون قرار داشته‌است. قلمرو کامبادن ممکن است تا حوالی کنگاور که بر پایهٔ گفته‌های ایزیدور (۵–۶) منزلگاه بعدی در شرق بیستون بود، گسترش یافته باشد. کوه کامباندوس که نامش توسط پلینی ذکر شده، ممکن است با کوه زارنا در نزدیکی روانسر قابل تطبیق باشد.
در سال ۵۲۲ پیش از میلاد، هنگامی که داریوش در بابل بود، فرورتیش مادی در ماد شورید و مسیر اصلی ارتباط از طریق زاگرس را تهدید کرد. داریوش به‌سرعت نیروهای خود را تحت فرماندهی ویدرنَ که یکی از شش همراه او در غائلهٔ گئومات بود، به‌منظور پیشگیری از گسترش شورش به جنوب، به‌سوی ماد فرستاد. ویدرن حامیان فرورتیش را در نزدیکی شهری که ماروش نام داشت شکست داد و در سرزمین کَمبَدَه باقی ماند تا زمانی که داریوش به آن‌جا رسید و به جنگ علیهٔ فرورتیش رفت.